# 迪安·埃文斯
迪安·埃文斯（英語：Dean Evans，1967年4月14日—），澳大利亚前男子曲棍球运动员。他曾代表澳大利亚国家队参加1992年夏季奥林匹克运动会曲棍球比赛，获得一枚银牌。